# Zombori András
Zombori András (Budapest, 1965. december 6. –) válogatott labdarúgó, középpályás.

## Pályafutása

### Klubcsapatban
Tárnokon kezdte a labdarúgást. Innen került 1981-ben a Csepelhez, ahol 1985-ben mutatkozott be az élvonalban. 1986–87-ben a H. Szabó Lajos SE együttesében szerepelt sorkatonai szolgálata alatt. 1987 és 1989 között a Dunaújvárosi Kohász játékosa volt. 1989 és 1993 között Vácon töltött négy idényt és két bajnoki és két magyar kupa ezüstérmet szerzett. 1993-tól a Videoton-Waltham középpályása volt.

### A válogatottban
1991-ben két alkalommal szerepelt a válogatottban.

## Sikerei, díjai
- Magyar bajnokság
- 2.: 1991–92, 1992–93
- Magyar kupa
  - döntős: 1991, 1992

## Statisztika

### Mérkőzései a válogatottban
| Magyarország | Magyarország      | Magyarország | Magyarország | Magyarország | Magyarország | Magyarország | Magyarország | Magyarország |
| #            | Dátum             | Helyszín     | Hazai        | Eredmény     | Vendég       | Kiírás       | Gólok        | Esemény      |
| ------------ | ----------------- | ------------ | ------------ | ------------ | ------------ | ------------ | ------------ | ------------ |
| 1.           | 1991. december 4. | León         | Mexikó       | 3 – 0        | Magyarország | barátságos   | -            | 61'          |
| 2.           | 1991. december 8. | San Salvador | Salvador     | 1 – 1        | Magyarország | barátságos   | -            | 63'          |
|              | Összesen          |              |              | 2            | mérkőzés     |              | 0            | gól          |